# Robert James Graves
Robert James Graves (Dublino, 27 marzo 1796 – Dublino, 20 marzo 1853) è stato un anatomista irlandese.
Insegnante di fisiologia a Dublino e membro della Royal Society, fornì, nel 1825 un'accurata descrizione di quello che sarebbe stato in seguito denominato morbo di Basedow-Graves. Una correlazione tra tachicardia e gozzo era già stata descritta nel 1800 dall'anatomista italiano Giuseppe Flaiani, ma gli studi di Graves, in particolar modo sull'oftalmopatia ipertiroidea, risultarono più accurati e approfonditi.